# بيتر غرافز
بيتر غرافز (بالإنجليزية: Peter Graves)‏ مواليد 18 مارس 1926 في منيابولس - الوفاة 14 مارس 2010 في لوس أنجلوس، هو ممثل أمريكي بدأ مسيرته الفنية سنة 1951. هو من الفائزين بجائزة غولدن غلوب. شارك في قرابة 70 فيلما. فاز بجائزة غولدن غلوب لأفضل ممثل دراما. امتدت مسيرته الفنية لأكثر من 59 عاما. درس في جامعة منيسوتا.

## الأعمال
| السنة | العمل                  | الدور       |
| ----- | ---------------------- | ----------- |
| 1953  | المعسكر 17             |             |
| 1955  | ليلة الصياد            | بن هاربر    |
| 1967  | ميشين إمبوسيبول        | جيم فيلبس   |
| 1980  | الطائرة!               |             |
| 1991  | ذا غولدن غيرلز         | جيري كينيدي |
| 1996  | الجنة السابعة          |             |
| 2002  | رجال ذو بزات سوداء 2   |             |
| 2003  | لوني تونز: باك إن أكشن |             |
| 2005  | هاوس                   | مايرون      |
| 2006  | كولد كيس               |             |
| 2007  | أميريكان داد!          |             |

## روابط خارجية
- بيتر غرافز على موقع IMDb (الإنجليزية)
- بيتر غرافز على موقع روتن توميتوز (الإنجليزية)
- بيتر غرافز على موقع ألو سيني (الفرنسية)
- بيتر غرافز على موقع ميوزك برينز (الإنجليزية)
- بيتر غرافز على موقع تيرنر كلاسيك موفيز (الإنجليزية)
- بيتر غرافز على موقع أول موفي (الإنجليزية)
- بيتر غرافز على موقع قاعدة بيانات برودواي على الإنترنت (الإنجليزية)
- بيتر غرافز على موقع قاعدة بيانات الأفلام السويدية (السويدية)
- بيتر غرافز على موقع إن إن دي بي (الإنجليزية)
- بيتر غرافز على موقع ديسكوغز (الإنجليزية)